# Centenary Gentlemen
Centenary Gentlemen (en español: "Caballeros del Colegio Centenario") es la denominación de los equipos deportivos del Centenary College, institución académica ubicada en Shreveport, Luisiana. 
Los Gentlemen compiten en la Southern Collegiate Athletic Conference de la División III de la NCAA, excepto el equipo de gimnasia (femenino), que compite en la Midwest Independent Conference de la División I.
Hasta el año 2000 formaron parte de la Atlantic Sun Conference, y entre 2000 y 2011 de la Summit League. En 2011 cambiaron de División, pasando a la División III.
Los equipos femeninos tienen como apodo el de "Ladies" (en español: "Damas").

## Apodo y mascota
El apodo de Centenary es el de Gentlemen o Gents para los equipos masculinos y el de Ladies para los femeninos, pero en 2007 se eligió entre los estudiantes una nueva mascota, el Catahoula, el perro oficial del estado de Luisiana. Más de 1.400 estudiantes votaron, eligiendo este nombre por delante de otros como Explorers, Fire Ants, Squirrels, o Mudcats. A pesar de ello, los equipos deportivos se siguen conociendo por la antigua denominación. La mascota de carne y hueso se llama Skeeter.

## Programa deportivo
Los Gentelmen y Ladies compiten en 8 deportes masculinos y en 9 femeninos:
| Masculino: - Baloncesto - Campo a través - Fútbol - Natación - Tenis - Golf - Béisbol - Lacrosse | Femenino: - Baloncesto - Campo a través - Fútbol - Natación - Tenis - Golf - Sófbol - Gimnasia artística - Voleibol |

## Baloncesto
El equipo masculino de baloncesto sólo ha ganado en una ocasión el título de campeón del torneo de conferencia, cuando pertenecían a la Atlantic Sun Conference en 1980, derrotando en la final a Louisiana-Monroe. Cuatro de sus jugadores han llegado a jugar como profesionales en la NBA o en la ABA, destacando entre todos ellos Robert Parish, incluido en el Basketball Hall of Fame en 2003, que ganó cuatro anillos de campeón de la NBA, 3 con Boston Celtics y el último con Chicago Bulls.

## Instalaciones deportivas
- Gold Dome es el pabellón donde disputan sus partidos los equipos de baloncesto, voleibol y la gimnasia artística. Tiene una capacidad para 3.000 espectadores y fue inaugurado en 1970, sufriendo una gran remodelación en 2008.[7]
- Mayo Field, es el estadio donde disputan sus encuentros los equipos de fútbol. Fue inaugurado en 1979 y tiene una capacidad para 500 espectadores.[8]
- Shehee Stadium, es el estadio donde juega el equipo de béisbol. Conocido origilanmente como Centenary Park, fue renombrado en 2001 en honor de Peyton Shehee, quien hizo una importante donación a la universidad.[9]